# جورج كامبل جونيور
جورج كامبل جونيور (بالإنجليزية: George Campbell Jr.)‏ هو مدرس وفيزيائي أمريكي، ولد في 2 ديسمبر 1945.

## وصلات خارجية
- جورج كامبل جونيور على موقع إن إن دي بي (الإنجليزية)